# Paul Octave Hébert
Pour les articles homonymes, voir Paul Hébert.
Paul Octave Hébert (12 décembre 1818 - 29 août 1880) est un homme politique démocrate gouverneur de la Louisiane du 18 janvier 1853 au 22 janvier 1856 et militaire américain.

## Biographie

### Avant la guerre

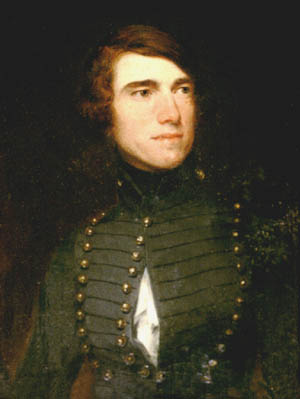

Paul Octave Hébert naît dans la paroisse d'Iberville en Louisiane(p896). Il va au Jefferson College à Convent et termine premier de sa classe. Il entre alors à l'académie militaire de West Point dont il sort diplômé en 1840(p896),.
À l'issue de sa scolarité à West Point, il est nommé le 1er juillet 1840 second lieutenant et affecté dans le corps des ingénieurs(p519),(p896). Il est alors instructeur à West Point de 1841 à 1842
Il démissionne de l'armée le 31 mars 1845(p519). Il devient alors ingénieur pour la Louisiane(p896). Il appartient alors à un groupe d'ingénieurs préconisant auprès de la législature de l'État des craintes sur la sécurité du système de digue du fleuve Mississippi et des éventuels impacts sur la population. Avec un autre ingénieur Absalom D. Woolridge, il soutient une approche diversifiée de drains et de digues pour contrôler les inondations(p65).

#### Guerre américano-mexicaine
Lors de la guerre américano-mexicaine, il se réengage et obtient une commission de lieutenant-colonel le 3 mars 1847, et le 9 avril il est affecté dans le 14th U.S. Infantry(p519). Il est aide-de-camp du général Isaac Johnson et sert sous les ordres de Franklin Pierce(p653-654).
Au cours de cette guerre il participe à la campagne de Scott et prend part aux batailles de Contreras et de Churubusco(p896). Il participe à la bataille de Molino del Rey et obtient un brevet de colonel pour bravoure et conduite méritoire lors de cette bataille(p519). Il combat ensuite lors des batailles de Chapultepec et de Mexico(p896). Il quitte une nouvelle fois l'armée le 25 juillet 1848(p519).
Il retourne alors en Louisiane et s'installe dans une plantation de sucre. En 1849, il souhaite devenir candidat du parti démocrate aux élections du sénat de l'État de Louisiane mais perd l'élection(p896). En 1852, il est élu en tant que vingtième gouverneur de Louisiane pour un mandat, succédant à Joseph Marshall Walker, lui aussi démocrate,(p165). Il défait le candidat whig Louis Bordelon avec 2 000 voix de différence(p81). 
Pendant son mandat de gouverneur, Hébert apporte des améliorations dans le domaine de l'éducation et les transports ; il renforce le commerce de l'eau et passe quatre contrats pour des chemins de fer. Le retour d'un épisode de fièvre jaune à la Nouvelle-Orléans, et son soutien à l'éducation publique lui font perdre les élections suivantes(p82).
Après son mandat, il aide William T. Sherman à obtenir le poste de surintendant du Louisiana Seminary of Learning and Military Academy(p654).

### Guerre de Sécession
Après la sécession de la Louisiane le 21 janvier 1861, Paul O. Hébert est nommé colonel du 1st Louisiana Artillery(p896). Il est nommé brigadier général des volontaires de l'État le 17 août 1861(p896). Un mois plus tard le 18 septembre 1861 il succède au colonel Henry E. McCulloch au commandement du département du Texas(p253). Il doit alors évaluer les défenses côtières près de Gavelston(p896). Il prévient alors que la côte du Texas est « pratiquement sans défense et pratiquement dans un besoin total d'ouvrages et d'armement ». Conscient que l'Union peut attaquer là où il le veut, il a la conviction que « la tâche de défendre avec succès n'importe quel point contre une attaque de quelque ampleur équivaut à une impossibilité militaire »(p130). 
Le 26 mai 1862, Hébert est nommé au commandement du département du trans-Mississippi, poste qu'il tient jusqu'au 20 juin, devant être remplacé par John B. Magruder mais qui refuse le poste. Thomas C. Hindman succède alors à Hébert.
Le 20 août 1862, par l'ordre général no 5, le département du trans-Mississippi est divisé en districts et le district du Texas qui comprend l'État du Texas et le territoire de l'Arizona et qui est commandé par le brigadier général Hébert(p731),.
Une partie de ses hommes lui sont retirer, et en octobre 1862, Gavelston est capturé par les forces de l'Union. Il tente alors de recruter et d'entraîner davantage d'hommes, mais une fois encore ses hommes sont transférés ailleurs(p654).
Hébert retourne ensuite en Louisiane pour commander le sous-district de Louisiane du Nord. Il participe aux opérations qui tentent de soulager la pression mise par le siège de Vicksburg(p896). Il prend part à la bataille de Milliken's Bend en juin 1863(p82).
En janvier 1865, Hébert est affecté au sous-district oriental du Texas, du Nouveau-Mexique et de l'Arizona(p896).

### Après la guerre
Paul O. Hébert obtient le pardon du président Andrew Johnson et peut alors reprendre des activités politiques. Il dirige alors un groupe du parti démocrate de Louisiane qui soutient le candidat du parti républicain libéral Horace Greeley en 1872(p896). Cependant, il devient républicain pendant la reconstruction s'attirant l'inimité de beaucoup(p654).
Un an plus tard, le gouverneur républicain carpetbagger William P. Kellogg nomme Hébert à un siège du conseil d'administration des ingénieurs de Louisiane. En 1874, il est nommé au conseil d'administration des ingénieurs des États-Unis de la commission du fleuve Mississippi responsable de la construction d'un système de digues(p896).
Il devient aussi le beau-frère de l'ancien brigadier général confédéré James P. Major en épousant sa sœur(p654).
Il meurt à la Nouvelle-Orléans des suites d'un cancer de la langue et est enterré à St. Raphaels à 5 milles (8 km) au nord de Bayou Goula(p97).